# Bad Helmstedt
Bad Helmstedt (bis 1982 Helmstedt) ist ein Ortsteil der Stadt Helmstedt in Niedersachsen.

## Geografie
Der Ort liegt im Brunnental inmitten des Lappwaldes ungefähr drei Kilometer östlich der Kernstadt Helmstedts.

## Geschichte
Die Ruine am Burgberg weist auf mittelalterliche Besiedlung.
1755 wurde hier eine eisenhaltige, kohlensäurearme Quelle entdeckt und nutzbar gemacht, die anfangs nur „Gesundbrunnen“ hieß und bald darauf durch Herzog Karl I. von Braunschweig-Wolfenbüttel baulich gefasst und sodann „Carlsbrunnen“ bzw. „Carlsquelle“ genannt wurde. In der Folge entwickelte sich ein reger Kurbetrieb, der zum Bau von mehreren Kurhotels und eines Kurtheaters sowie zur Schaffung eines Kurparks führte. Der Forstsachverständige und Schriftsteller Georg Friedrich Wilhelm Alers sorgte 1879 mit der Eröffnung des Clarabades für eine überregionale Bedeutung des Kurbetriebes in Bad Helmstedt. Vermutlich durch den fortschreitenden Braunkohletagebau südlich von Helmstedt versiegten die Quellen ab 1894 und beendeten den Kurbetrieb.
Der Spielbetrieb des 1815 erstmals eröffneten „Kurtheaters Bad Helmstedt“ wurde erst durch den Ersten Weltkrieg beendet. Das eher einfache Fachwerkgebäude wurde 1924 abgerissen. Das heutige Brunnentheater entstand in den Jahren 1924 bis 1927.
Seit dem Jahr 1982 ist Bad Helmstedt ein staatlich anerkannter Erholungsort. Er besteht aus mehreren Villen, die seinerzeit unter anderem durch die Bergwerksdirektoren der Braunschweigische Kohlen-Bergwerke AG (BKB) errichtet wurden, zwei Hotels und einem ausgedehnten Kurpark mit zwei Teichen. Im Kurpark befinden sich ein vom Kneipp-Verein Helmstedt errichtete Wassertretbecken, das zur Erinnerung an den Deutsch-Französischen Krieg von 1870/71 errichtete Löwendenkmal sowie Stein-Skulpturen, die als internationale Kunstwerke gelten.
Den Namenszusatz „Bad“ darf die Siedlung wegen ihrer ehemaligen Bedeutung als Kurort tragen. Kurklinische Einrichtungen sind heute nicht mehr vorhanden.
Bad Helmstedt hat gegenwärtig etwa 150 Einwohner.

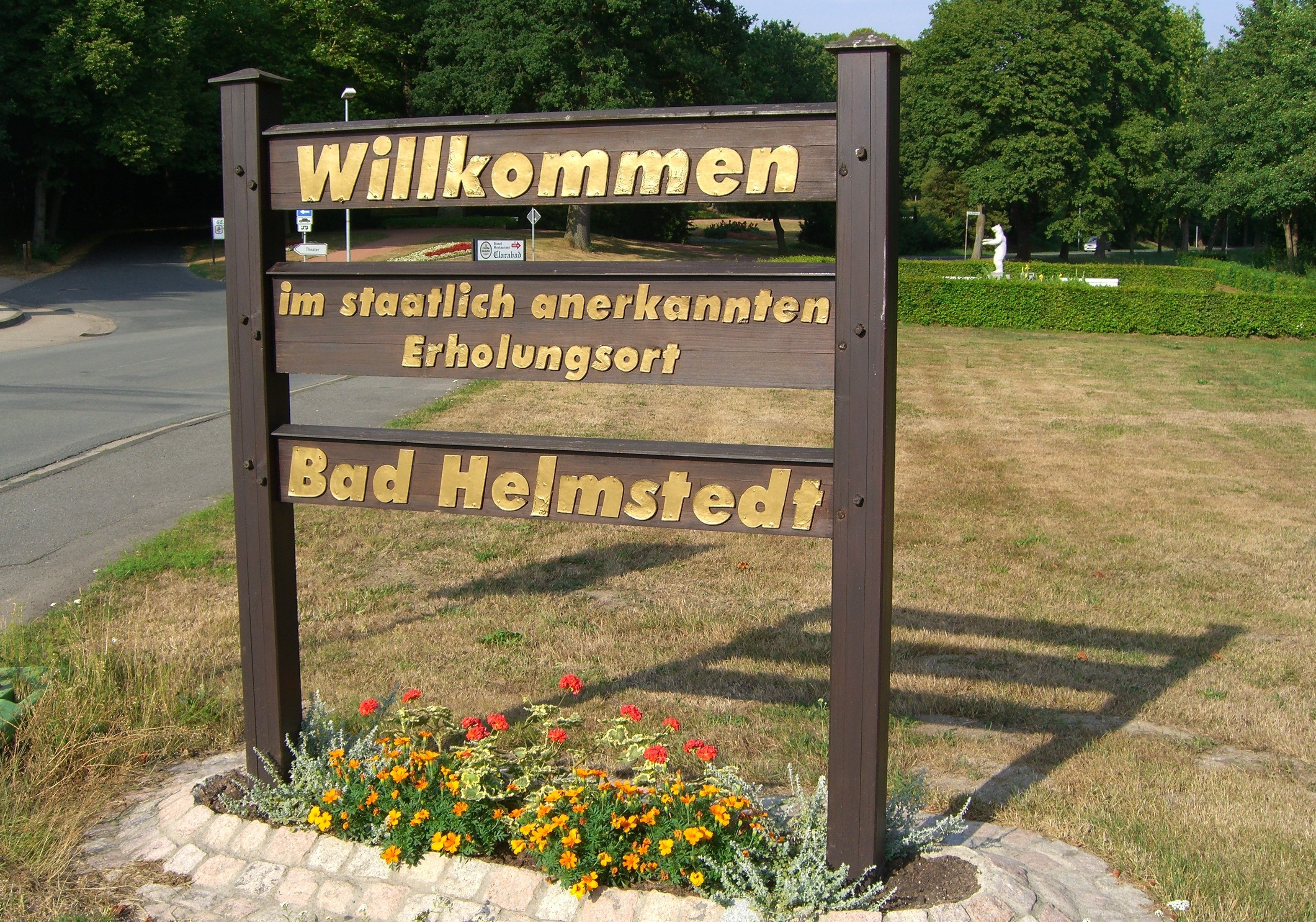
Westlicher Ortseingangsbereich
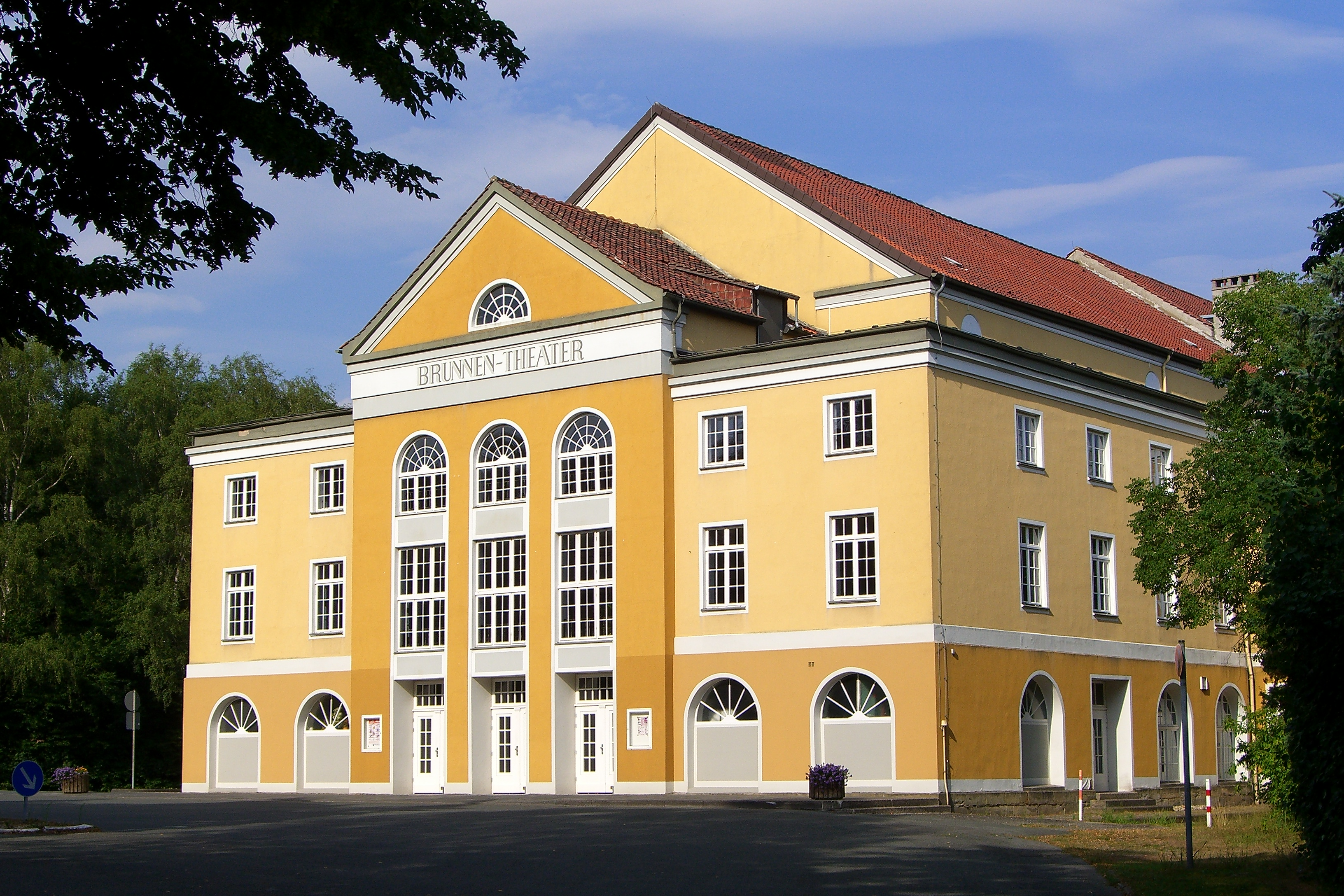
Brunnentheater Bad Helmstedt
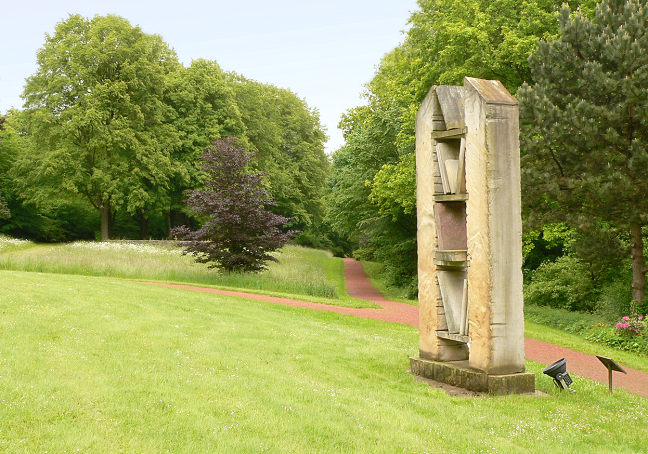
Kurpark mit Skulptur „Turm der Bücher“
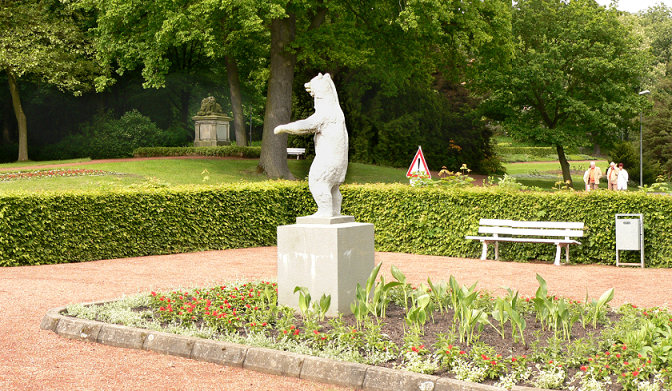
Kurpark mit Denkmal Berliner Bär
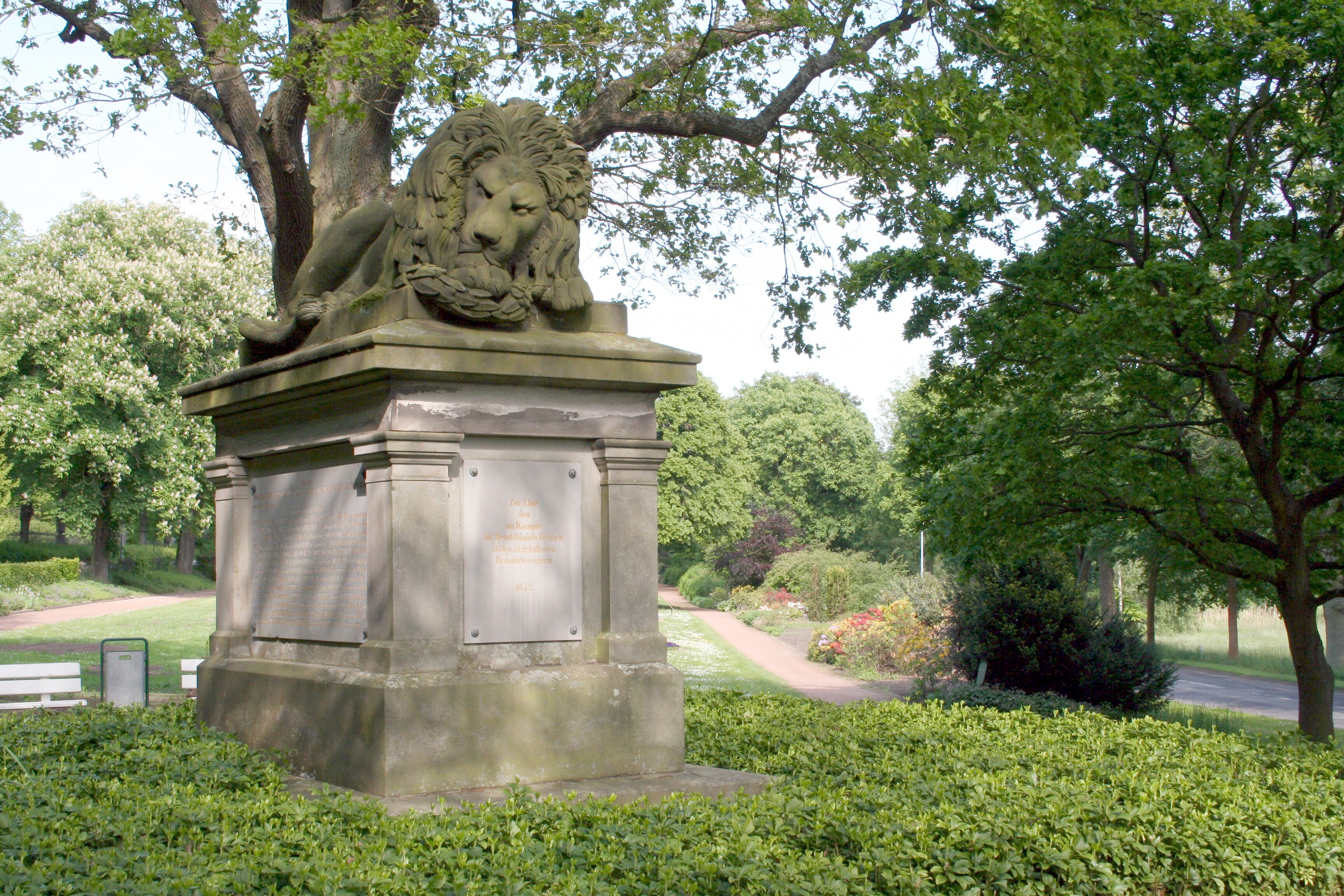
Löwendenkmal

## Persönlichkeiten, die vor Ort gewirkt haben
- Georg Friedrich Wilhelm Alers (1811–1891), Forstsachverständiger und Schriftsteller, verfasste ein Fachbuch über den Calvörder Forst